# Ling Jie
Ling Jie (Hengyang, Hunan, 22 de octubre de 1982) es una gimnasta artística china, subcampeona olímpica en 2000 en las barras asimétricas y campeona del mundo en 1999 en la viga de equilibrio.

## Carrera deportiva
En el Mundial de Tianjin 1999 consigue el oro en la viga de equilibrio —por delante de la rumana Andreea Raducan y la ucraniana Olga Roschupkina— y la medalla de bronce en asimétricas, tras la rusa Svetlana Khorkina y de su compatriota la china Huang Mandan.
En las Olimpiadas de Sídney 2000 gana la medalla de plata de nuevo en la prueba de asimétricas, por detrás de la rusa Svetlana Khorkina, y por delante de su compatriota Yang Yun.